# Municipio de Ganges
El municipio de Ganges (en inglés: Ganges Township) es un municipio ubicado en el condado de Allegan en el estado estadounidense de Míchigan. En el año 2010 tenía una población de 4.406 habitantes y una densidad poblacional de 52,02 personas por km².

## Geografía
El municipio de Ganges se encuentra ubicado en las coordenadas 42°32′49.1″N 86°11′12.12″O / 42.546972, -86.1867000. Según la Oficina del Censo de los Estados Unidos, el municipio tiene una superficie total de 84,7 km² (32,7 mi²), de la cual 84,1 km² (32,5 mi²) corresponden a tierra firme y 0,6 km² (0,2 mi²) (0.70%) es agua.

## Demografía
En el 2000 la renta per cápita promedia del hogar era de $47.143, y el ingreso promedio para una familia era de $52.333. El ingreso per cápita para la localidad era de $22.753. En 2000 los hombres tenían un ingreso per cápita de $38.235 contra $24.917 para las mujeres. Alrededor del 5.90% de la población estaba bajo el umbral de pobreza nacional.